# Lasionycteris noctivagans
El murciélago canoso (Lasionycteris noctivagans) es una especie de murciélago microquiróptero de la familia Vespertilionidae. Es la única especie de su género.

## Distribución geográfica
Se encuentra en Bermudas, el sur de Canadá, noreste de México y Estados Unidos. Son animales migratorios.